# Psicosis cocaínica
La psicosis cocaínica es una psicosis de tipo paranoide provocada por el consumo de cocaína, típicamente transitoria, que se reproduce cuando la persona vuelve a consumir y puede generar riesgo para la integridad física tanto del consumidor como para otros sujetos. Una de las consecuencias del abuso crónico de cocaína es el desarrollo de una serie de cambios sutiles, como irritabilidad, hipervigilancia, actividad psicomotora extrema, pensamiento paranoide, deterioro de las relaciones interpersonales, así como alteraciones en la alimentación y el sueño. La psicosis cocaínica se caracteriza por ideas delirantes persecutorias que impulsan a la agresividad, con ansiedad y esterotipias compulsivas. Puede provocar alucinaciones auditivas, visuales y táctiles, siendo un cuadro muy similar a la esquizofrenia paranoide, si bien generado por un factor externo; incluso, puede producir conductas homicidas o suicidas relacionadas con el contenido del delirio.
El 60% de quienes llevan más de tres o cuatro años inhalando cocaína desarrolla una psicosis cocaínica de mayor o menor gravedad, en episodios que pueden durar de 10 a 15 minutos. El 2% de los consumidores presenta cuadros muy graves, que pueden prolongarse desde 48 a 72 horas.
Algunos usuarios que han pasado por psicosis temporal describen el estado como un infierno.
En estudios realizados a consumidores de crack, muchos de ellos afirmaron sentirse observados y perseguidos en la calle cuando estaban bajo los efectos del estupefaciente. 
Cabe destacar que la psicosis inducida por el abuso de cocaína por cualquier vía de administración es temporal y no permanente. Este tipo de psicosis desaparece una vez el usuario deja de consumir la droga.